# No em porto malament
 No em porto malament  (títol original en anglès: Ain't Misbehavin') és una comèdia musical estatunidenca dirigida i escrita per Edward Buzzell, estrenada el 1955 amb Rory Calhoun. Ha estat doblada al català.

## Argument
Una noia entra en l'alta societat quan un vell home ric s'enamora d'ella.

## Producció
La pel·lícula, dirigida per Edward Buzzell amb un guió del mateix Buzzell i de Devery Freeman i Philip Rapp sobre l'obra de Robert Carson, va ser produïda per Samuel Marx de la Universal International Pictures.

## Banda sonora
- «Ain't Misbehavin'» - música de Fats Waller, lletra d'Andy Razaf
- «A little Love Can Go a Long Way» – lletra de Paul Francis Webster, música de Sammy Fain
- «The Dixie Mambo» - música de Charles Henderson i Sonny Burke
- «I Love that Rickey Ricke Tickey Tickey» - lletra de Sammy Cahn, música de Johnnie Scott

## Critica
Segons Il Morandini la pel·lícula és «a mig camí entre el musical i el bon humor», però no aconsegueix entra en l'espectador per la mediocritat del fons i els personatges no es van desenvolupar correctament. Segons Leonard Maltin el film és un «plaer musical, pur entreteniment».

## Repartiment
- Rory Calhoun
- Piper Laurie
- Jack Carson
- Mamie Van Doren
- Reginald Gardiner
- Barbara Britton
- Dani Crayne
- Carl Post
- Roger Etienne
- Harris Brown
- George Givot
- Peter Mamakos